# Ordre de bataille à Blenheim (1704)

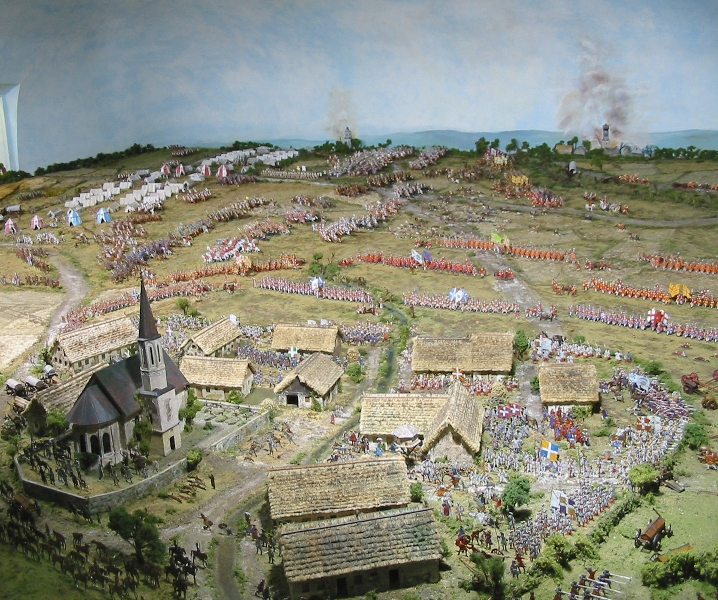
Diorama de la bataille de Blenheim conservé au musée d'Höchstädt an der Donau en Allemagne. Au centre, la percée de la cavalerie alliée, repoussant les escadrons de Tallard. À l'avant-plan les furieux combats pour et autour de Blenheim.

Cet article comprend l'ordre de bataille de la bataille de Blenheim du 13 août 1704. Il décrit les unités et leurs commandants qui y ont combattu dans le cadre de la guerre de Succession d'Espagne.

## Armée alliée
Capitaine général : John Churchill, duc de Marlborough

### Centre
Lieutenant général : Charles Churchill

### Droite, armée impériale autrichienne
Maréchal de camp : prince Eugène de Savoie-Carignan

## Armée franco-bavaroise
Maréchal de France : Camille d'Hostun, duc de Tallard

### Commandant de l'aile Blenheim
Lieutenant général : Philippe de Clérambault
Maréchal de camp, Marquis de Blansac

### Entre Blenheim et Oberglauheim
Marquis de Montpeyroux

## Armée de l'électeur de Bavière
Prince Maximilien-Emmanuel de Bavière, électeur de Bavière
Commandant en second : maréchal Ferdinand de Marsin

### Corps du marquis du Bourg
Lieutenant général : marquis du Bourg

### Corps du marquis de Blainville
Lieutenant général : marquis de Blainville
- Maréchal de camp : Dorrington
  - Brigade Bligny
    - Régiment de Champagne (3 escadrons) - 1 500 hommes
    - 1er Saintonge (1 escadron) - 500 hommes

  - Brigade Nangis
    - Bourbonnais (2 escadrons) - 1 000 hommes
    - Foix (1 escadron) - 500 hommes
    - Régiment d'Agénois (1 escadron) - 500 hommes

### Corps du marquis de Rosel
Lieutenant général : marquis de Rosel

### Corps du comte d'Arco
Maréchal de camp : Jean-Baptiste d'Arco
- Lieutenant général : Marquis de Magnac
  - Brigade Montmain
    - Régiment de Condé (2 escadrons) - 240 hommes
    - Régiment de Montmain (2 escadrons) - 240 hommes
    - Régiment de Bourck (2 escadrons) - 240 hommes

  - Brigade Vivan
    - Régiment d'Abusson (2 escadrons) - 240 hommes
    - Régiment de Vivans (2 escadrons) - 240 hommes
    - Régiment de Fourquevaux (2 escadrons) - 240 hommes
- Lieutenant général : Marquis de Legall
  - Brigade Barentin
    - Régiment de Barentin (2 escadrons) - 240 hommes
    - Régiment de la Billarderie (2 escadrons) - 240 hommes
    - Régiment de Bissy (2 escadrons) - 240 hommes

  - Brigade Vigiers
    - Régiment de Royal Piedmont (3 escadrons) - 360 hommes
    - Régiment de Vigier (2 escadrons) - 240 hommes
    - Régiment de Merinville (2 escadrons) - 240 hommes
- Lieutenant général : Alessandro Marquis de Maffei
  - Brigade de Maffei
    - Régiment de Maffei (1 escadron) - 500 hommes
    - Régiment Kurprinz (1 escadron) - 500 hommes
    - Régiment de fusiliers gardes du corps (2 escadrons) - 1 000 hommes
    - Régiment de grenadiers gardes du corps (1 escadron) - 500 hommes
    - Régiment de la Billarderie (1 escadron) - 500 hommes
    - Régiment d'Ocfort (1 escadron) - 500 hommes

  - Brigade Mercy
    - Régiment de Mercy (2 escadrons) - 1 000 hommes
    - Régiment de Tattenbach (1 escadron) - 500 hommes
    - Régiment von Karthausen (1 escadron) - 500 hommes
    - Régiment von Spilburg (1 escadron) - 500 hommes
- Lieutenant général : Comte de Dreux
  - Brigade de dragons de Fontbeausard
    - Régiment de Listenois (3 escadrons) - 360 hommes
    - Régiment la Vrilliere (3 escadrons) - 360 hommes
    - Régiment de Fontbeausard (3 escadrons) - 360 hommes

  - Brigade de Conflans
    - Régiment de Conflans (2 escadrons) - 240 hommes
    - Régiment de Rouvray (2 escadrons) - 240 hommes
- Lieutenant général : Marquis de Sauffrey
  - Brigade Montbron
    - Régiment de Dauphin (3 escadrons) - 1 500 hommes
    - 1er Condé (1 escadron) - 500 hommes
    - Régiment de Montboissier (1 escadron) - 500 hommes

  - Brigade Tourouvre
    - Régiment de Lorraine (1 escadron) - 500 hommes
    - Régiment de Toulouse (2 escadrons) - 1 000 hommes

  - Brigade Montmorency
    - 1er Béarn (1 escadron) - 500 hommes
    - 1er Bourbon (1 escadron) - 500 hommes
    - 1er Nivernais (1 escadron) - 500 hommes
    - 1er Vermandois (1 escadron) - 500 hommes
- Cavalerie bavaroise
  - Brigade von Weickel
    - Cuirassiers d'Arco (6 escadrons) - 720 hommes
    - Cuirassiers de Weickel (4 escadrons) - 480 hommes
    - Garde Karabinere (1 escadron) - 120 hommes
    - Grenadiers à cheval (1 escadron) - 120 hommes
    - Compagnie de Hussards Locatelli (1 escadron) - 120 hommes

  - Brigade von Wolframsdorff
    - Dragon de Torring-Seefeld (2 escadrons) - 240 hommes
    - Cuirassiers de von Wolframsdorff (6 escadrons) - 720 hommes
    - Cuirassiers de Costa (6 escadrons) - 720 hommes
- Artillerie
  - Régiment Royal-Artillerie: Marquis de La Frézelière
    - Canons de 8 livres (1 batterie) - 8 canons
    - Canons de 4 livres (5 batteries) - 20 canons
    - Canons de 24 livres (1 batterie) - 4 canons
    - Compagnie de Hussards Locatelli (1 escadrons) - 120 hommes

  - Régiment Royal-Artillerie: Marquis de Houville
    - Canons de 8 livres (4 batteries) - 32 canons
    - Canons de 12 livres (3 batteries) - 36 canons
    - Canons de 16 livres (1 batterie) - 6 canons
    - Canons de 24 livres (1 batterie) - 2 canons

  - Canons de 4 livres - 22 canons répartis sur la ligne de front